# 森光太郎
森 光太郎（もり こうたろう）は、日本の実業家。株式会社リトル・ママの代表取締役CEO。
子育てママ向けWebサービス、フリーペーパーの出版を行っている。

## 来歴
福岡県出身。2代続く医師の家に生まれるが、小学6年生の頃に両親が別居、母に引き取られ、最終的に離婚した。福岡県立修猷館高等学校を卒業後、2浪ののち医師になることを断念して日本大学生産工学部に進学。大学時代はサークル活動やコンパが中心で勉強はほとんどしなかったという。
卒業時は就職氷河期で、ジュエリー会社に入社して営業職についたが、1年で退職を余儀なくされる。退職金で広告デザイン専門学校に進み、居酒屋でアルバイトする苦学生活を送る。専門学校卒業後に就職した企業を2か月で解雇され（予定していた事業がなくなったという理由）、福岡に戻り広告代理店に入社する。会社では育児情報誌を担当し、幼稚園や保育所を回る中で、業者に依頼していた配送を保護者から募ったアルバイトに変えることを着想、実行する。これにより部数が増加したが、会社側からさらなる拡大のため販売に専念することを求められ、現場とのつながりを重視していた森は、会社が保護者アルバイトのライターを解雇したのを機に2001年12月に退職、独立して「リトル・ママ」を起業した。2020年12月	株式会社エンファム.に会社名を変更 。